# Френкель Сергій Андрійович
Сергій Андрійович Френкель (* Київ — † 13 грудня 1930, Париж) — український продюсер, кіно-прокатник раннього кіно.
Випускник Київського університету святого Володимира. Отримав вищу технічну освіту в Бельгії.
В 1906 році відкрив у Києві кінотеатр «Люкс». Займався виробництвом фільму «Три кохання в мішках». В 1920-х емігрував до Франції, де співпрацював з Абелем Ґансом під час створення фільму «Кінець світу».

## Фільмографія
- 1910 — «Три кохання в мішках»
- 1930 — «Кінець світу»